# Atiaia
Genre
Atiaia est un genre d'insectes coléoptères de la famille des Cerambycidae, sous-famille des Cerambycinae et de la tribu des Cerambycini.

## Dénomination
Le genre Atiaia a été décrit par les entomologistes brésiliens Ubirajara R.Martins et Miguel A. Monné en 2002.

## Taxinomie
Liste d'espèces 
- Atiaia consobrina (Gahan, 1892)
- Atiaia testaceicornis (Melzer, 1923)

## Articles liés
- Cerambycini